# Yvonne Sanchez

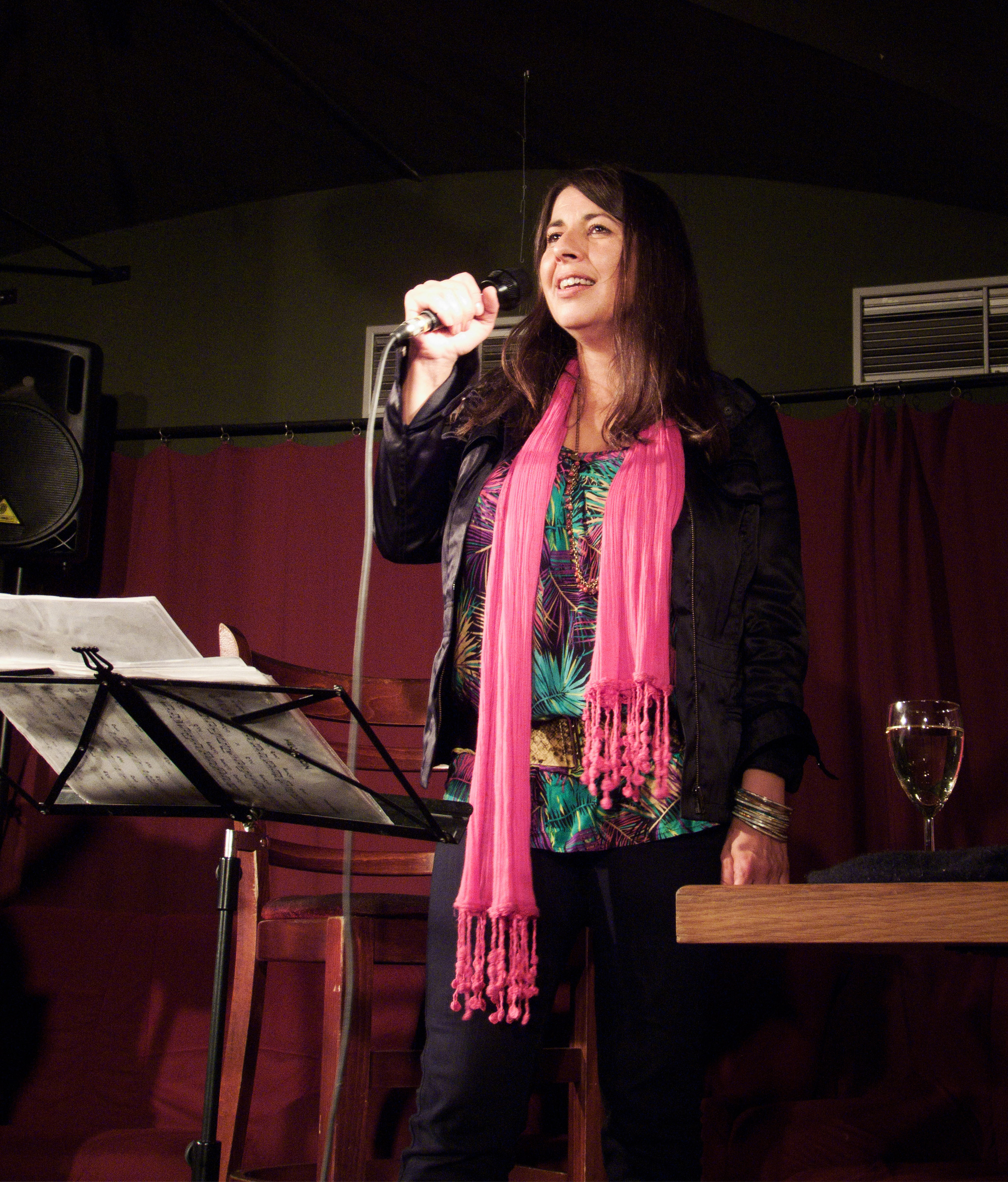
Yvonne Sanchez (2012)

Yvonne Sanchez (* 4. September 1967 in Polen) ist eine Jazzsängerin.

## Leben
Sanchez, die einen kubanischen Vater und eine polnische Mutter hat, wuchs teilweise in Deutschland auf. Obgleich musikalische Autodidaktin, holte sie Józef Skrzek 1985 als Perkussionistin in seine Band. 1987 kehrte sie nach Deutschland zurück, wo sie Bassgitarre spielte. 1991/92 besuchte sie Jazzfestivals in Prag, wo sie sich dann niederließ. Sie gründete eine eigene Band und trat auch mit Dan Barta auf. 1998 wurde sie in Tschechien als Jazzsängerin des Jahres ausgezeichnet. Im selben Jahr trat sie beim Filmfestival in Haifa auf. Ihr erstes Album Invitation (2002) mit der Gruppe von Robert Balzar wurde für einen tschechischen Grammy vorgeschlagen.

## Diskografie
- Invitation (2002)
- My Garden (2008)
- Songs about Love (live, mit Pedro Tagliani, 2011)